# Vajont (film)
Vajont è un film del 2001 diretto da Renzo Martinelli.
Il film tratta gli avvenimenti che accompagnarono la costruzione della diga del Vajont e il disastro che, il 9 ottobre 1963, costò la vita a quasi duemila persone.

## Trama
Valle del Vajont, 1959. La diga del Vajont, situata nella valle tra il Friuli (allora provincia di Udine) e il Veneto (provincia di Belluno), si avvia al completamento. La SADE (Società Adriatica di Elettricità) conta di fare del bacino del Vajont il più grande tra quelli della Società, con la diga ad arco più alta del mondo, costruendo un pezzo dell'Italia di domani. Gli ideatori del progetto sono gli ingegneri Carlo Semenza, Alberico Biadene e Mario Pancini. Alla diga lavora anche il geometra Olmo Montaner, originario di Erto, uno dei paesi che dominano la vallata. Egli è convinto che la costruzione della diga e l'energia elettrica che svilupperà porteranno lavoro, guadagno e benessere nella valle, ma a Longarone, il paese situato proprio sotto lo sbarramento artificiale creato dalla diga, non mancano voci di protesta, capeggiate dalla giornalista dell'Unità Tina Merlin, che da anni scrive contro lo strapotere della SADE, denunciandone i soprusi e le malefatte, fino a definirla "uno Stato nello Stato".
Quando i lavori sono ormai quasi ultimati cominciano i problemi: nell'aprile 1959, alla vicina diga di Pontesei, 3 milioni di metri cubi di montagna si staccano dal costone, provocando un'onda di venti metri che travolge e uccide Arcangelo Tiziani, un operaio che fungeva da guardiano. Alla SADE viene indetta una riunione straordinaria in cui si decide di affidare la perizia geologica sulla Valle del Vajont a Edoardo Semenza, figlio dell'ingegner Semenza e discepolo del professor Giorgio Dal Piaz, considerato il massimo esperto al mondo delle Dolomiti. Nel frattempo, la vita nella valle del Vajont continua a scorrere, anche se con qualche difficoltà e timore; una sera, durante una festa paesana a Casso, Olmo conosce e si innamora di Ancilla Teza, una ragazza che vive con la famiglia a Longarone e lavora come centralinista.
Poco tempo dopo anche nella valle cominciano ad apparire dei segnali d'allarme, proprio come a Pontesei: nel Monte Toc, che costituisce uno dei versanti sui quali poggia la diga, si apre improvvisamente una grossa spaccatura nel terreno. Tuttavia Dal Piaz sostiene che la terra smossa non sia altro che materiale franoso di superficie e che il sotto-strato sia formato da roccia compatta, e che quindi non vi sia un reale pericolo di frana. I dubbi sollevati dall'ingegner Pancini vengono perciò subito messi a tacere da Biadene. Verso la fine dello stesso anno, Edoardo Semenza consegna la sua relazione, in cui viene rivelata l'esistenza sul monte Toc di una grossa paleofrana, stimata sui 200 milioni di metri cubi di "sfasciume", che rischia di franare nel lago se l'acqua che salirà nell'invaso impregnerà il terreno. La sua relazione tuttavia resta inascoltata e al Ministero dei lavori pubblici viene inviata una delle vecchie relazioni di Dal Piaz, assai più ottimistica.
Nel 1960, quando la diga entra ufficialmente in funzione, la zona bassa di Erto viene sommersa dal bacino artificiale; tra coloro che sono costretti a lasciare le proprie case c'è anche Olmo, che nel frattempo ha consolidato la sua relazione con Ancilla. Assieme all'acqua arrivano anche nuovi imprevisti: il 4 novembre dello stesso anno una grossa frana stimata di 1 milione di metri cubi di roccia si stacca dal Monte Toc e precipita nel lago suscitando ulteriori paure e timori fra gli abitanti, tanto che molte famiglie decidono di abbandonare la valle per trasferirsi altrove.
Edoardo Semenza tenta ancora invano di convincere il padre e gli altri ingegneri ad abbandonare il progetto. Nella centrale di Nove, a Vittorio Veneto, viene replicata una simulazione di frana di 50 milioni di metri cubi utilizzando un modello in scala 1:200, da cui si evince che, con il bacino alla massima portata di 715 metri, necessario per ottenere l'idoneità dallo Stato, il lago potrebbe tracimare con conseguenze catastrofiche per Longarone. La quota considerata di sicurezza viene stimata ottimisticamente dal professor Augusto Ghetti, responsabile della simulazione, intorno ai 700 metri.
Intanto Tina Merlin, sotto processo a Milano poiché precedentemente querelata dalla SADE per diffusione di notizie false e tendenziose, viene assolta anche grazie alla testimonianza degli abitanti del Vajont. Nella primavera del 1961 Olmo e Ancilla si sposano e vanno a vivere a Longarone. Poco tempo dopo Carlo Semenza muore e la guida delle operazioni viene assunta da Alberico Biadene, che non esita sia a rimuovere dall'incarico Edoardo Semenza sia a ignorare le perizie geologiche, proseguendo nel progetto e ordinando il collaudo del bacino artificiale a quota 715 metri.
Il 2 settembre 1963, con il lago a quota 710 metri, un terremoto scuote l'intera valle, mentre i paletti di sorveglianza installati sul Toc rivelano che la frana si muove sempre più velocemente. In preda al panico, Biadene ordina di togliere quanta più acqua possibile per scendere a quota 700 metri, ma la frana ormai è sostenuta solo dall'alto livello dell'acqua, il cui abbassamento ne provoca anzi l'accelerazione. Si decide quindi di evacuare quante più persone possibile dalla zona, ma le operazioni sono rese difficili dalle frane che hanno distrutto la strada di collegamento fra i due versanti della valle.
Il 9 ottobre 1963, mentre Olmo attende con impazienza e preoccupazione la fine del turno di lavoro viene inviato alla diga da Biadene, che lo incarica di rimanere per tutta la notte a monitorare la situazione sul Toc con il collega Bortolo Filippin. Il geometra è così costretto a rimandare al giorno successivo la progettata intenzione di trasferirsi con la moglie, la quale da poco gli ha rivelato di essere incinta, dalla zia di lei a Belluno.
Quella sera, a Longarone, molte persone del paese si radunano nei bar per assistere alla partita di Coppa dei Campioni fra Real Madrid e Rangers Glasgow. Nello stesso momento, Filippin nota che il Toc si muove distintamente: Olmo telefona a Biadene per manifestare il proprio allarmismo, ma dato che ormai la quota del lago è di 700 metri l'ingegnere lo rassicura, credendo che il peggio sia passato.
Alle ore 22:39, però, la natura si scatena: 265 milioni di metri cubi di roccia mista a sedimenti si staccano dal Monte Toc e precipitano nel lago, sollevando una massa d'acqua di 50 milioni di metri cubi. 25 milioni di metri cubi d'acqua si abbattono sui paesi di Erto, Casso, sulle frazioni di San Martino, Pineda, Spesse, Patata, il Cristo e Frasein provocando 160 morti. L'altra metà scavalca la diga, abbattendo parte del coronamento e precipitando verso la piana del Piave. Vengono spazzate via Longarone, le frazioni di Pirago, Villanova, Faè, il paese di Castellavazzo con la frazione di Codissago e la borgata di Vajont, causando circa 2.000 vittime.
Il giorno seguente Olmo Montaner, distrutto dal dolore e ricoperto di fango, si aggira sulla piana desolata, dove prima sorgeva Longarone, alla vana ricerca della moglie: l'unica cosa che trova, inaspettatamente, è quello che resta della sedia a dondolo regalata ad Ancilla da Pancini il giorno del matrimonio.
Nella scena finale, Olmo, ormai anziano, torna regolarmente sulla tomba di Ancilla e del figlio mai nato, facendo anche intuire di non essersi più risposato. Consapevole che sotto la terra non ci sia niente (la sua voce fuori campo dice infatti che il corpo della moglie non è stato più trovato), parla ugualmente con loro, con la vita che gli è stata sottratta, nel rimpianto di un dolore senza fine. Nonostante fosse convinto che la diga del Vajont avrebbe portato ricchezza alla valle, non potrà mai perdonare gli uomini che hanno consentito tale strage.

## Differenze dai fatti realmente accaduti
Nonostante il film segua abbastanza fedelmente i fatti realmente accaduti, contiene alcune differenze tra cui:
- La vicenda reale viene raccontata intrecciandola con la storia d'amore del geometra Olmo Montaner, che nel film è uno dei pochi sopravvissuti alla tragedia. Si tratta di un personaggio del tutto inventato, anche se in parte ispirato al geometra Giancarlo Rittmeyer, che la sera della tragedia era di sorveglianza sulla diga. Come per Olmo, anche la moglie di Rittmeyer era incinta ma, abitando in un altro paese, si salvò assieme al bambino, che nacque 5 mesi dopo la tragedia. Fu invece Rittmeyer a restare vittima dell'inondazione e il cui corpo non fu mai ritrovato.
- Vengono omesse le figure del geofisico Pietro Caloi, convinto che la frana fosse solo uno strato di sfasciume superficiale, le cui parole nel film sono attribuite a Dal Piaz, e il geologo Leopold Müller che scoprì la frana, cosa che nel film fa invece Edoardo Semenza.
- Edoardo Semenza non consigliò l'abbandono dell'impresa.
- Nel film non si fa menzione del bypass, costruito in previsione della caduta di una frana, che avrebbe tenuto in contatto le due parti del lago e che, tuttora, permette il deflusso delle acque del torrente Vajont.
- Nel film la prova sul modellino effettuata dal professor Ghetti consiste in una rete di ghiaia fatta scivolare nel lago; viene specificato che potrebbe avere conseguenze su Longarone. In realtà per compattare la ghiaia non vennero usate delle reti e la movimentazione della frana veniva effettuata con un sistema di carrucole collegate a setti inseriti nella ghiaia e trainati da un bulldozer. Inoltre nel modellino non compariva Longarone: lo scopo della simulazione era soltanto misurare la quantità di acqua che avrebbe scavalcato la diga ed era ovvio che un qualsiasi sfioramento consistente avrebbe minacciato l'abitato di fondovalle.
- L'ingegnere Renzo Desidera (1900-1991) del genio civile di Belluno è presente durante la prima visita della commissione di collaudo nel 1959, mentre nella realtà era già stato trasferito su richiesta del ministro dei lavori pubblici Togni poiché, dopo la variante in corso d'opera del 1958, Desidera aveva bloccato il cantiere della strada di circonvallazione della valle.
- Nel film gli ingegneri Semenza e Biadene vanno in ricognizione sul monte Toc dopo la frana del 4 novembre 1960 e in conseguenza dell'apertura della faglia a forma di "M" decidono di non costruire la passerella pedonale tra il monte Salta e il monte Toc. In realtà, la passerella pedonale non era già più prevista dal 1957, dopo la variante sulla diga innalzata di 61,60 m rispetto ai 200 previsti. In sostituzione della passerella, la SADE progettò la strada di circonvallazione della valle.
- Nel film Carlo Semenza affida la relazione sui fianchi della valle a suo figlio Edoardo non appena il Ministero ne fa richiesta. In realtà, invece, a Edoardo Semenza fu affidato l'incarico della relazione a causa delle conclusioni opposte prima di Müller e poi di Caloi.
- Nel film Carlo Semenza è presente all'ultima prova sul modellino effettuata dal professor Ghetti nella centrale di Nove, da cui si evince che il lago non dovrà superare i 700 metri onde evitare la catastrofica frana. Nella realtà, questa affermazione era contenuta solo nella relazione finale di Ghetti del 1963, quando Semenza era già morto da due anni.
- Nel film Carlo Semenza muore d'infarto, mentre in realtà morì per un'emorragia cerebrale.
- Nel film si vede che Olmo Montaner, che rappresenta il geometra Giancarlo Rittmeyer, sopravvive alla tragedia. Nella realtà scompare travolto dall'onda insieme ai suoi colleghi, compreso il guardiano della diga con la sua famiglia, e agli operai delle imprese Monti e Consonda Icos.
- Nel film le parole "la SADE è uno Stato nello Stato" sono pronunciate da Tina Merlin in occasione del trasferimento dell'ingegner Desidera. Nella realtà, le parole furono pronunciate dal Presidente della provincia di Belluno Alessandro Da Borso al ritorno dalla sua visita a Roma per reperire informazioni sulla SADE e sulla diga.
- Nel film, durante la cena a Venezia della commissione di controllo, l'ingegner Sensidoni chiede di essere riaccompagnato alla diga perché ha dimenticato i suoi appunti; Biadene risponde di stare tranquillo che gli manderà lui una relazione. Nella realtà l'ingegner Sensidoni perse i dati della diga e fu lui a chiedere Biadene di mandargli una relazione, poi usata come relazione finale dalla commissione stessa.
- Nel film il dialogo tra Biadene e Pancini nella chiesa di Venezia è in realtà parte del contenuto della lettera inviata dal primo al secondo la mattina del 9 ottobre 1963, quando quest'ultimo si trovava in vacanza a New York.
- Nel film, la centralinista di turno a Longarone quella notte, che sente la conversazione al telefono tra Biadene e Montaner (Rittmeyer nella realtà), è imparentata con Ancilla e muore nel disastro. Nella realtà, della preoccupazione di Rittmeyer per caduta della frana esiste quanto ha riportato Biadene alla commissione Bozzi: «La sera del 9 Rittmeyer mi ha telefonato e gli ho chiesto se vedeva cadere qualche masso e mi ha detto "No, ingegnere non vedo alcun segno, non vediamo niente, ma stia tranquillo"» La centralinista della Telve (Telefonica Veneta) era Maria Sacchet Capraro e aveva una bambina; rimase in servizio dalle ore 18 alle ore 22, dopodiché le telefonate notturne venivano prese in carico dal centralino di Belluno. Alla deposizione fatta al giudice istruttore di Belluno Mario Fabbri dichiarò: «Successivamente alle 21,45 [...] Venezia fu chiesta varie volte dal geometra Rittmeyer. Per mia abitudine e regolamento non ascoltai alcuna di dette conversazioni, neppure frammenti casualmente. Ricordo che l'ultima comunicazione con Venezia fu interrotta perché il servizio notturno era stato ammesso a Belluno, e che nella circostanza mi scusai con il geometra Rittmeyer il quale gentilmente mi rispose che non aveva importanza e che avrebbe aspettato in linea. [...] Preciso che mi trattenni oltre al termine stabilito dal mio turno perché avevo una comunicazione in arrivo dalla Germania ed anche perché dovevo riordinare i cartellini delle conversazioni telefoniche della giornata» Finito il suo turno tornò subito a casa, in via Roma 44, poco distante dall'ufficio, che si trovava duecento metri sotto il municipio, giusto in tempo per salvarsi, perché abitava nella zona alta della cittadina, risparmiata dall'onda. Anche la sorella Elsa all'epoca lavorava come centralinista e fu un'altra sopravvissuta di Longarone.

## Produzione
- Per poter registrare le immagini più realistiche possibile sullo sbarramento, sia in costruzione sia una volta ultimato, si è deciso di costruire un pezzo di diga lungo 25 metri in scala 1:1 su ruote. Con un binario semicurvo di 180 metri lo si è spostato più volte rispetto alla macchina da presa e successivamente tutte le inquadrature sono state rimontate in digitale.
- L'anteprima mondiale del film avvenne il 10 ottobre 2001: fu proiettata su uno schermo gigantesco a ridosso della grande parete della diga del Vajont.[2][3] Per accogliere il pubblico vennero allestite delle tribune d'acciaio poggiate sulla frana, capaci di contenere oltre 1200 persone. Alla presentazione del film era presente l'intero cast, il regista Renzo Martinelli, il presidente dell'Enel, dirigenti della RAI e le maggiori autorità delle regioni Friuli-Venezia Giulia e Veneto. Edoardo Semenza era presente, ma se ne andò irritato per quelli che giudicava semplificazioni ed errori presenti nella pellicola.
- La maggior parte delle comparse presenti nel film sono abitanti e superstiti del disastro. Recitano in vari cameo i figli di Celeste Martinelli, il figlio di Pietro Corona e il vero Bortolo Filippin.
- All'epoca della sua realizzazione, nel 2000, era il film italiano più costoso mai realizzato, costato 18 miliardi di lire.
- Il film raccolse 3 milioni di euro al botteghino, 44simo film del 2001.

## Riconoscimenti
- 2002 – David di Donatello
  - Candidatura al miglior attore non protagonista a Leo Gullotta
  - Candidatura alla miglior scenografia a Francesco Frigeri
  - Premio David Scuola a Renzo Martinelli

- 2002 – Nastro d'argento
  - Miglior attore non protagonista a Leo Gullotta

## Sequel
Nel 2024, Martinelli annuncia la produzione del sequel del film, intitolato L' uomo che scalava le dighe, basato sulla vita di un sopravvissuto alla tragedia, Vincenzo Teza.